# سنت جرج (کانزاس)
سنت جرج (به انگلیسی: St. George) شهری در ایالت کانزاس کشور ایالات متحده آمریکا است که جمعیت آن در سرشماری سال ۲۰۱۰ میلادی، ۶۳۹ نفر بوده‌است.